# Mai 1993
Acest articol este generat integral pe baza informațiilor din articolul 1993 și este actualizat periodic de un robot.
 Editările făcute în articol vor fi șterse la următoarea actualizare! Dacă doriți să faceți modificări, editați articolul-sursă.

ianuarie -
februarie -
martie -
aprilie -
mai -
iunie -
iulie -
august -
septembrie -
octombrie -
noiembrie -
decembrie
Mai 1993 a fost a cincea lună a anului și a început într-o zi de sâmbătă.

## Evenimente
- 11 mai: Data înființării Partidul Democrat, succesor al FSN.
- 24 mai: Eritreea își câștigă independența față de Etiopia.
- 31 mai: Disoluția Dietei poloneze. Simplificarea reprezentării electorale limitează partidele care au obținut 5% din voturi.

## Nașteri
- 5 mai: Adelina Pastor, atletă română
- 5 mai: Ștefan Adrian Popescu, fotbalist român
- 7 mai: Mihai Popescu, fotbalist
- 7 mai: Ajla Tomljanović, jucătoare de tenis croată
- 7 mai: Nicolae Stanciu, fotbalist român
- 10 mai: Tímea Babos, jucătoare de tenis maghiară român
- 7 mai: Nicolae Claudiu Stanciu, fotbalist român
- 11 mai: Elena Lavinia Târlea, canotoare română
- 13 mai: Romelu Menama Lukaku, fotbalist belgian (atacant)
- 13 mai: Debby Ryan, actriță americană
- 14 mai: Miranda Cosgrove, actriță și cântăreață americană
- 14 mai: Kristina Mladenovic, jucătoare de tenis franceză
- 15 mai: Tomáš Kalas, fotbalist ceh
- 15 mai: IU, cântăreață și actriță din Coreea de Sud
- 22 mai: Dara (Nicoleta Darabană), cântăreață din R. Moldova
- 29 mai: Richard Carapaz, ciclist ecuadorian
- 30 mai: Sean McDermott, fotbalist irlandez (portar)

## Decese
Pierre Bérégovoy, 67 ani, politician francez (n. 1925)
Irving Howe, 72 ani, istoric american (n. 1920)
Antal Jakab, 84 ani, arhiepiscop de Alba Iulia (n. 1909)
Ion Banu, 79 ani, filosof român (n. 1913)
Teodor Bârcă, 98 ani, politician român (n. 1894)
Mieczysław Horszowski, 100 ani, muzician polonez (n. 1892)
Tibor Cseres (n. Tibor Portik Cseres), 78 ani, scriitor maghiar (n. 1915)
Horia Sima, 86 ani, politician român, comandantul Mișcării Legionare în timpul celui de-Al Doilea Război Mondial (n. 1906)
Ecaterina Olimpia Caradja (n. Ecaterina Olimpia Crețulescu), 100 ani, aristocrată și filantroapă română (n. 1893)
Kimon Friar, scriitor american (n. 1911)
Gheorghe Cioară, politician român (n. 1924)